# Dance Classics
Dance Classics is een serie verzamelalbums die vanaf het einde van de jaren tachtig wordt uitgegeven door platenmaatschappij Arcade Records. De platen bevatten hits uit de jaren zeventig en tachtig in het disco- en soulgenre. 
Onder de titel Dance Classics the Remixes is daarnaast een serie uitgegeven met nummers die ook op de reguliere series terug te vinden waren, maar dan nu in een mix met hedendaagse muziek. Dance Classics Italo is een serie met uitsluitend Italiaanse discomuziek ("Italodisco"). Verder is er Summer Dance Classics met zomerse discomuziek, en Dance Classics The Ballads met romantische ballads.
Onder de naam Dance Classics zijn ook drie mixen als singles uitgebracht. Dance Classics The Mix en Dance Classics The Summermix zijn gemixt door Ben Liebrand, Dance Classics The Party Mix door Koen Groeneveld en Addy van der Zwan. Deze laatste twee mixten ook het album Dance Classics The Mega Mix.

## 2008
Begin 2008 heeft de serie op initiatief van de dj's Stephanie Cassandra, Dennis Verheugd en Hans Travolta in samenwerking met platenmaatschappij Rodeo-Media een vervolg gekregen. De serie gaat in tijdsbestek verder (1982 - 1983)  waar de "oude" serie is gestopt. Op 5 juni 2008 werden deel 17 & 18 uitgebracht. Op 25 september 2008 zal deel 19 & 20 worden uitgebracht. Als media-partner is Radio 10 Gold aan het project gekoppeld.